# Tupaia belangeri
Tupaia belangeri — вид ссавців з родини тупаєвих (Tupaiidae). Походить із Південно-Східної Азії (Бангладеш, Бутан, Камбоджа, Китай, Індія, Лаос, Малайзія, М'янма, Таїланд, В'єтнам). Зареєстровані на висотах від 0 до 3000 метрів.

## Середовище проживання
Цей широко поширений вид зустрічається в листяних і вічнозелених первинних лісах і вторинних лісах, зазвичай у карсті та пов’язаній з ним природної чагарниковій рослинності, від рівня моря до верхніх гірських районів. Він добре адаптується і може бути знайдений на плантаціях олійної пальми, плантаціях кокосових пальм, а також у відновлюваних чагарниках і рудеріальних сумішах над покинутими сухими рисовими полями. Його бачили дуже далеко від високого лісу, і він, ймовірно, здатний жити незалежно від високого лісу, як, наприклад, у далекому північному Лаосі.

## Морфологічні особливості
З довжиною голови й тулуба від 16 до 18 сантиметрів, довжиною хвоста від 15 до 19 сантиметрів і вагою від 110 до 185 грамів це один із середніх і великих представників роду. Хутро забарвлене від оливково-коричневого до світло-коричневого і виділяється в області плечей за рахунок вертикальних відмітин. Хвіст покритий довгою шерстю, через що він виглядає сплюснутим, оскільки лінія волосся тягнеться вбік. Голова виглядає загостреною і характеризується маленькими вухами та вологим носом. Орієнтація та соціальна організація значною мірою залежать від нюхового сприйняття і виявляються через добре розвинений нюх і наявність органу Якобсона. Кожна з ніг має по п’ять пальців, які неможливо поставити навпроти великого пальця, але гострі кігті роблять можливим спритне лазіння. Тим не менш тварини віддають перевагу горизонтальним і вертикальним площинам, і їх часто можна спостерігати на землі.

## Спосіб життя
Тварини вважаються деревними, вони також часто проводять час на землі. Вони активні вдень, а під час відпочинку ховаються в дупла дерев або дрімають, лежачи на відкритому повітрі. У своїй соціальній організації самці, зокрема, виявляють територіальність, завдяки чому вони часто утворюють моногамні стосунки в парах, і чоловічі території можуть перекривати кілька жіночих територій. Між самцями і самицями тварин відбувається соціальний контакт, який проявляється у взаємному вилизуванні шерсті один одного (грумінгу). Тривалість життя в неволі від 9 до 12 років; у дикій природі — наразі невідома. 

## Трофічні зв'язки
Тварини здебільшого комахоїдні, але їдять фрукти, щоб отримати додаткові поживні речовини та калорії у своїй дієті з високим вмістом білка. Tupaia belangeri не поглинають багато води з їжі і не можуть прожити без вільної води більше 1 дня. Конкретні хижаки для T. belangeri не визначені. Однак через їх розмір і поведінку можливими хижаками можуть бути великі хижі птахи, змії та, можливо, деякі хижі ссавці.